# Milenko Kico Stamatovic
Milenko «Kićo» Stamatović (Podgorica, Montenegro, 27 de marzo de 1994) es un artista marcial mixto montenegrino que compite en la división de peso pesado.
Es miembro del club Bushido Team Montenegro. Su carrera profesional registra una serie de victorias, sin ninguna derrota.

## Récord de artes marciales mixtas
| Récord profesional | Récord profesional | Récord profesional |
| 4 peleas           | 4 victorias        | 0 derrotas         |
| ------------------ | ------------------ | ------------------ |
| Nocaut             | 3                  | 0                  |
| Sumisión           | 0                  | 0                  |
| Decisión           | 1                  | 0                  |